# Специальная Республиканская гвардия Ирака
Специальная Республиканская гвардия Ирака (араб. الحرس الجمهوري العراقي الخاص‎) — подразделение специального назначения в Ираке, созданное по разным данным в начале 1992 или в марте 1995 года. Её задачами являлось обеспечение безопасности Дворца ас-Салам, Дворца Ар-Радванийя и Дворца ад-Джумхурия, города Багдад и лично Президента Саддама.
Члены Специальной Республиканской гвардии Ирака набиралась из Баасистов и лояльных Саддаму племён и получали большее довольствие по сравнению не только с служащими армии Ирака, но даже больше бойцов обычной Республиканской гвардии. К 2002 её силы насчитывали 12 тысяч бойцов в составе 4-5 бригад (ок. 2500 чел в каждой)/14 батальонов в 1300—1500 человек каждый и включали в себя части ПВО, силы бронетанковой войны и части артиллерии. 23 мая 2003 они были распущены Приказом № 2 Временной коалиционной администрацией. 13-14 батальонов насчитывали от 15 тыс.  до 26 тыс. бойцов, чья численность упала до 12 тыс. к 2002. Последним её командиром был Барзан Абдель Гафур Сулейман ат-Тикрити, брат бригадного генерала Рукана, троюродного брата Саддама.
После этого бывшие гвардейцы частью перешли в иракские повстанцы, другие ушли в проправительственное ополчение «ас-Сахва».